# Sefyu
Sefyu, artiestennaam van Youssef Soukouna (Parijs, 20 april 1981), is een Frans-Senegalese rapper. Zijn artiestennaam komt vanuit zijn voornaam in het verlan. Met zijn tweede album Suis-je le gardien de mon frère brak Sefyu in 2008 internationaal door. Het album kwam binnen op een 16e positie in de Europese Album Top 100 en werd in Frankrijk met goud onderscheiden.

## Levensloop
Sefyu groeide op in Aulnay-sous-Bois, een beruchte voorstad van Parijs. In zijn jeugdjaren speelde hij hier regelmatig een potje straatvoetbal met de bevriende voetballer Alou Diarra. Sefyu was zelf ook een talentvolle voetballer, die via de voetbalclub Red Star Paris terechtkwam in de jeugdopleiding van de Engelse topclub Arsenal FC. Wegens een ernstige blessure moest hij de club verlaten, waarna hij begon aan een rapcarrière als lid van de groep NCC en het collectief G-8. Bij het grote publiek werd hij bekend door zijn samenwerking met Rohff op diens album La Fierté des nôtres. Toen Sefyu vervolgens zijn eigen album Qui suis-je? uitbracht, brak hij door in het Franse rapcircuit en nadien groeide hij uit tot vertegenwoordiger van de etnisch-culturele minderheden uit het departement Seine-Saint-Denis (93).
In 2008 kwam zijn tweede album Suis-je le gardien de mon frère uit, waarop hij samenwerkte met onder anderen Joey Starr (voormalig NTM) en waarbij hij een hit had met Molotov 4. Met zijn tweede album brak Sefyu definitief door in binnen- en buitenland. Het album kwam binnen op een 16e positie in de Europese Album Top 100. Sindsdien geeft Sefyu ook optredens over de grenzen, waaronder in Rusland, Duitsland, Zwitserland en België.
Sefyu heeft een zeer herkenbare rapstijl, bestaande uit een sombere stem en het regelmatige gebruik van de klanken en onomatopeeën "Crrr!", "Senegalo Ruskov", "Crouille", "Zehefyu!", "Bollos" en "Herrrgh!". Een ander kenmerk van de rapper is dat hij zijn gezicht vaak verbergt met een capuchon of masker. Naar eigen zeggen is dit omdat hij vindt dat het creatieve proces en de inhoud van zijn werk de voorkeur genieten boven de eigen populariteit en commercie rond het genre. De rapper benadrukt dat mensen slechts een beeld van hem moeten vormen op basis van zijn muziek.
Op 17 april 2009 verscheen Sefyu met een gastbijdrage op Horr, het Arabische album van de Nederlands-Marokkaanse rapper Salah Edin. Ook verscheen hij met het nummer "9.3 Déboule" op de mixtape Armageddon van de Franse raplegende Joey Starr (voormalig NTM), die net als Sefyu afkomstig is uit het departement Seine-Saint-Denis.
Als bekroning op zijn werk ontving Sefyu in 2009 de publieksprijs tijdens de prestigieuze Victoires de la Musique Awards. Dat een rapper uit Aulnay-sous-Bois won, schoot sommige critici in het verkeerde keelgat, waardoor Sefyu veel kritiek te verduren kreeg uit de traditionele en conservatieve hoek. Op zijn vervolgalbum Oui, je le suis uit 2011 nam Sefyu van de gelegenheid gebruik om op deze kritiek te reageren, maar ook zelf kritiek te uiten op de nationale nieuwsmedia en de beveiligingsbranche, omdat deze volgens de rapper alle bijdroegen aan een slecht maatschappelijk klimaat en daar zelfs geld aan zouden verdienen. Op het album worden deze thema's afgewisseld met bangers zoals de single "Turbo".
Na een afwezigheid van bijna acht jaar maakte hij in 2019 een comeback met een nieuw album, getiteld Yusef. Dit album werd geen succes, doordat er weinig promotie voor werd gemaakt.

## Discografie

### Albums
| Album(s) met hitnoteringen in de nationale en internationale hitlijsten | Datum van verschijnen | Hoogste positie | Hoogste positie | Hoogste positie | Hoogste positie | Hoogste positie |
| Album(s) met hitnoteringen in de nationale en internationale hitlijsten | Datum van verschijnen | FR              | BE              | CH              | NL              | EU              |
| ----------------------------------------------------------------------- | --------------------- | --------------- | --------------- | --------------- | --------------- | --------------- |
| Qui suis-je?                                                            | 29-04-2006            | 14              | 77              | -               | -               | -               |
| Suis-je le gardien de mon frère?                                        | 17-05-2008            | 1               | 22              | 76              | -               | 16              |
| Oui, je le suis                                                         | 17-10-2011            | 6               | 36              | -               | -               | -               |

### Gastoptredens
| Jaar | Titel                                                               | Muziekstuk (Album of Single) | Afkomstig van Album/lp/ep | Artiest/Groep         |
| ---- | ------------------------------------------------------------------- | ---------------------------- | ------------------------- | --------------------- |
| 2004 | Code 187 met Rohff, Alibi Montana & Kamelancien                     | -                            | La Fierté Des Notres      | Rohff                 |
| 2005 | Crie mon nom (remix) met Ol' Kainry, Dany Dan, Alibi Montana & Nubi | -                            | Ol' Kainry & Dany Dan     | Ol' Kainry & Dany Dan |
| 2007 | Style certifié met Aketo, Tunisiano & Six Coups MC                  | -                            | Cracheur de venin         | Aketo                 |
| 2007 | Parloir fantôme met Rim'K                                           | Single                       | Famille Nombreuse         | Rim'K                 |
| 2008 | Lettre du front met Kenza Farah                                     | Single                       | Authentik                 | Kenza Farah           |
| 2009 | Tfoe met Salah Edin                                                 | -                            | Horr                      | Salah Edin            |